# Simona Gioli
Simona Gioli (* 17. September 1977 in Rapallo) ist eine italienische Volleyballspielerin, die 2008 und 2012 mit der italienischen Nationalmannschaft an Olympischen Spielen teilnahm. 2007 wurde sie in Belgien und 2009 in Polen Europameisterin.
Gioli gewann mit Pallavolo Reggio Calabria und Despar Perugia mehrfach italienische Meisterschaft und Pokal. Hinzu kommen drei Siege im europäischen CEV-Pokal und der Gewinn der Champions League 2008. Mit VK Dynamo Moskau wurde die Mittelblockerin 2009 russische Meisterin und Pokalsiegerin.
Gioli wurde mehrfach als „Wertvollste Spielerin “ (MVP), „Beste Angreiferin“ bzw. „Beste Blockerin“ ausgezeichnet.